# Woodcreek (Teksas)
Woodcreek je grad u američkoj saveznoj državi Teksas. Prema popisu stanovništva iz 2010. u njemu je živjelo 1.457 stanovnika.